# Saint-Didier-d'Aussiat
Saint-Didier-d'Aussiat är en kommun i departementet Ain i regionen Auvergne-Rhône-Alpes i östra Frankrike. Kommunen ligger  i kantonen Montrevel-en-Bresse som ligger i arrondissementet Bourg-en-Bresse. Kommunens areal är 15,22 km². År 2022 hade Saint-Didier-d'Aussiat 845 invånare.

## Befolkningsutveckling
Antalet invånare i kommunen Saint-Didier-d'Aussiat
Referens: INSEE